# زمفیریا بارسقیان
زمفیریا سامسونی بارسقیان (ارمنی: Զեմֆիրա Սամսոնի Բարսեղյան؛  زادهٔ ۳۱ اوت ۱۹۳۶) نوازنده پیانو، موسیقی‌دان، استاد اهل ارمنستان است.

## زندگی‌نامه
وی در ۳۱ اوت ۱۹۳۶ ‏در ایروان به دنیا آمد و از کنسرواتوار دولتی کومیتاس ایروان فارغ‌التحصیل گشت. همچنین برندهٔ جوایزی همچون هنرمند شایسته ارمنستان شوروی (۱۹۸۳) شده است.